# Corydoras parallelus
Corydoras parallelus Burgess, 1993 è un pesce d'acqua dolce appartenente alla famiglia Callichthyidae.

## Distribuzione e habitat
È endemico del bacino del Rio Negro, in Brasile; in particolare è comune nell'affluente Içana (locus typicus).

## Descrizione
Il corpo ha una colorazione rosata con striature nere ed è compresso sull'addome e leggermente sui lati. Sulla testa è presente anche una macchia arancione. La lunghezza massima registrata è di 5,2 cm.

## Acquariofilia
Non è una specie comune in commercio.